# Фридрих Фребел
Фридрих Вилхелм Август Фребел (Обервајсбах, 21. април 1782 — Бад Либенштајн, 21. јун 1852) је био њемачки педагог који је поставио темеље модерном образовању, заснованом на спознаји да свако дијете има јединствене потребе и могућности. Најпознатији је као оснивач првог дјечјег вртића у коме је реализовао методику предшколског васпитања. Фридрих Фребел је био ученик Песталоција. Први је обрадио систем предшколског васпитања и постао је самостална педагошка личност. Замисао предшколског васпитања први је остварио утопистички социјалист Овен, док је ту замисао преузео Фребел.

## Биографија
По свим свједочењима о његовом животу, Фребел је имао тешко дјетињство.
Рођен је у Обервајсбаху, у тадашњој области Шварцбург-Рудолштат, у данашњој Тирингији. Недуго након што се родио, здравље његове мајке је почело да се погоршава. Умрла је у његовој другој години, па је без неопходне љубави растао уз оца и маћеху, што је дубоко утицало на његов каснији живот и рад. Његов отац, који је био пастор у лутеранској цркви, умро је 1802. године. Одрастајући у лутеранској атмосфери, црква и лутеранска вера су за Фребела представљали камен темељац раног образовања. Написао је „Сматрам да је смрт моје мајке одлучила мање-више положај мога целокупног живота“. О њему су се старали старија браћа, сестре и послуга. У четвртој години добио је маћеху која се према њему односила као мајка док није добила свог синчића, а потом је њено држање допринело да се млади Фребел постепено повуче у себе и постане затворен.
Мој отац је био заузет бригом о мојој будућности до самог краја. Умро је у фебруару 1802. Да његов просвијетљени дух пун мира и благосиља гледа на мене док пишем; да сада буде задовољан сином који га је толико волио.— Фридрих Фребел у својој аутобиографији
Са 10 година је отишао да живи код свог ујака, а са 15, како је жарко волио природу, постао је шегрт код неког шумара..  Пошто се у првој настави коју му је пружио његов отац  показао као тром и спор, није се много очекивало од његових способности,па га је због тога отац послао у сеоску женску школу јер је у њој било више мира, чистоће и реда.
После завршене средње школе студирао је математику, природне науке, филозофију, али га је сиромаштво отргло од универзитета. Прихватио се учитељске службе, али му је недостајало педагошко научно образовање. Зато одлази у Швајцарску у посету Песталоцију,а затим остаје код њега две године, у Ивердону. Васпитни рад га је обузео и Песталоци је на њега оставио снажан утисак. После тога поново одлази на универзитет, али је за време рата 1813. године поново прекинуо студирање и одлучио да се посвети васпитању омладине. Године 1817. основао је у месту Кајлхау „Васпитни завод“ за децу школског узраста, где је уредио васпитање према Песталоцијевим принципима. Песталоци је препоручивао отварање васпитних завода да би се у њима васпитавала деца док су родитељи на послу.
Године 1826. написао је своје главно дело „Васпитање човека“. У том делу назиру се две основне идеје: идеја о узајамној повезаности и јединству свега што постоји и идеја о еволуцији. За прву идеју каже да све што постоји представља јединствен организам,који се даље дели на мање делове. Његово схватање теорије еволуције је у основи теолошко-мистично и под утицајем Шелинга. Осим наведеног списа, Фребел је написао велики број чланака о средствима за рад у дечијем врту и начину његовог употребљавања, а исто тако и много песмица за децу.
Ивердонски дух који је владао у заводу сматрало је пруско министарство просвете као штетну делатност, те му је правило сметње. Ипак, он 1831. године поново одлази у Швајцарску где такође оснива васпитни завод, одржава курс за образовање учитеља и добија управу дома за сирочад у Бургдорфу. Ту је дошао на идеју о дечијем врту. По повратку из Швајцарске, он 1837. године оснива у Бланкенбургу „Завод за неговање нагона за занимањем у детињству и младости“ и покреће „Недељни лист“ чији је мото био: „Дођите да живимо за своју децу!“. У листу је износио своје погледе на васпитање и на основу свога искуства је израдио методику тога васпитања. Дуго је тражио најподесније име за свој завод, а нашао га је једном приликом када је посматрао расцветана поља. Завод је назвао „Дечији врт-прво дечије забавиште“. Фребел је ватрено пропагирао подизање забавишта, али је исто тако радио и на припремању оних који ће радити на предшколском васпитању. За ту идеју је придобио и педагога Дистервега. Међутим, задесио га је тежак ударац док је још ишао ка томе да се васпитавају деца пре поласка у школу. Пруске власти пребацивале су његовом васпитању безбожништво и зато су забавишта забраниле и затвориле. Забрана је била опозвана тек 9 година након његове смрти.

## Педагошке идеје Фребела

### Филозофска полазна тачка
Своју педагошку замисао засновао је на идејним основама које је преузео од немачке класичне идеалистичке филозофије (Хегел,Фихте). Због тога је његово учење пуно мистике и метафизике. Сматра да је у основи свега Бог, вечно биће које мирује. Божији принцип делује у свакој ствари и у сваком човеку, и развија се у сваком бићу, природи и друштву. Ако природом и човеком влада исти закон, онда васпитање мора бити у складу са природом. Сврха човека према Фребелу, састоји се у томе да се укључи у „божански поредак“, да развија своју суштину и божанско начело у себи.

#### Васпитни циљ
Васпитање има за циљ да извуче светло дана и да развије у човеку оне стваралачке заметке који у њему већ постоје. Формулишући неколико закона васпитања: самооткривање божанског начела у човеку, постепени развој човека, закон вапитања усаглашен са природом, Фребел је налазио да дете у свом развоју стваралачки понавља историјске етапе генезе људске свести. На тим филозофским основама развијао се Фребелов педагошки систем.
Васпитни циљ је и да се дете развија у складно рашчлањену јединицу. Васпитни човек налази своје јединство у Богу. У Фребеловом васпитном циљу јако је наглашена васпитаникова слободна саморадња.
Васпитни циљ је, по Фребелу, у најужој вези са идејом свеопштег јединства и идејом еволуције. Дете, као део људског друштва треба посматрати и као посебан предмет васпитања. Са становишта јединства, Фребел наглашава друштвени карактер васпитања детета, за разлику од неких мислилаца који су на васпитање детета гледали као на специфичне индивидуе. Теорија еволуције односи се на дете као на биће у развоју.

### Педагошки принципи
Фребел је своје педагошке принципе детаљно развио. Постоје два принципа:
1.    Васпитање треба да буде у складу са природом,
2.    Принцип активности,као и друга начела која се тичу природе детета.
Начело да васпитање треба да буде у складу са природом је једно од најважнијих Фребелових начела. Он полази од тога да се васпитање организује према законима природе, па према томе и према законима природе детета. То прилагођавање природи подразумева четири главне инстиктивне тежње детета: нагон рада, тежња за сазнањем, уметнички и религијски нагон. Иако је ово учење погрешно,Фребел је правилно упозоравао да дете има одређене склоности и на предшколском нивоу, па их треба узимати у обзир. Не може се у потпуности прихватити став о давању потпуне слободе детету, јер би то довело до анархије у васпитању и искључило плански наставни рад. Свој захтев за складношћу васпитања са природом Фребел је изразио у принципу о складности са развојем детета и његовом активношћу. Принцип дечијег развоја захтева да се васпитање управља према развоју и да детету помаже у саморазвоју. Васпитање треба да пружи услове да се у васпитанику може развити унутрашње биће и за то је најбоља игра. Принцип активности захтева да дете буде што активније и у самом детету постоји тежња за активношћу. Већ у предшколском добу потребно је дете запослити игром или неким умним или ручним радом. Фребел је убеђен да дететовом развоју треба помоћи споља па због тога велики значај придаје дидактичком материјалу.

###### Развојне фазе
Фребел развој детета дели на три периода:
·      Рано детињство - (до друге,треће године)-развијају се чула и покрети;
·      Средње детињство - (до седме године)-период појачаног развоја чулних органа;
·      Дечаштво – период у коме се појављује тежња за знањем.
Међу главним васпитним средствима налази се игра, уметнички рад и рад у природи. Нарочиту пажњу посветити развоју дечијег говора, па Фребел даје неколико упутстава за то. Једно од њих је да наставу треба спојити са посматрањем и говором. Фребел је правилно утврдио да боље посматрамо и упоређујемо ако морамо сличности и разлике изразити и у речима. Одрасли изванредно утичу на развој дечијег говора (мајчина реч, песмица, прича, бајка), а исто тако утиче и дечија игра и разговор тамо где се ради о називању разних предмета.

###### Васпитна вредност игре
Игра, по Фребелу, значи почетак дечијег развоја, почетак дечијег стваралаштва (фантазија,осећање,активност) и води васпитању и образовању. Највећу васпитну вредност постиже игра онда када пружа могућност да дете упозна природу, да доживи њену лепоту и вежба језик. Она представља неку врсту заметка свеколиког будућег дечијег живота, јер служи као средство за сазнање. Задатак васпитања је да у овом периоду развија све оно што је природа дала детету. Према томе, дечија игра је „огледало живота“ и „слободна манифестација унутрашњег живота“. Игра је мали мост од унутрашњег света ка природи. Игру треба да прати песма, а деца треба да уче песмице напамет.

### "Фребелови дарови"
У раду са децом је осмислио образовни материјал који је данас познат под називом „Фребелови дарови“ (Fröbelgaben), а који се углавном састојао од геометријских дрвених предмета попут кугле, коцке, лопте, ваљка и коцке која је на више начина подељена на мање коцке. Тим „даровима“ је Фребел желео да под утицајем Песталоција упозна децу са основним геометријским фигурама, обликом и бројем. На тај начин деца треба да стекну представе о предметима своје околине. „ Дарови“  су некакви симболи околине. Фребел је тачно прописао ред којим они треба да се употребљавају, што је било и сувише педантно. Сваки „дар“ има своју симболику. На пример, лопта треба да упозна дете са симболом васионе; после лопте долази коцка, према светском закону супротности. „Дарови“ треба да долазе по строгом реду један за другим. Без обзира што су Фребелови „дарови“ били од изузетног значаја у историји предшколског васпитања, они су исувише механизовали васпитни рад и нису остављали довољно простора да он буде систематски.
Осим ових „дарова“, Фребел је препоручивао још читав низ других средстава који треба исто тако да помажу детету при упознавању света, а у првом реду да развијају његово стваралаштво. Ту спадају разне плочице, штапићи, коцке за слагање. Те форме деца треба сама да изрезују,цртају, моделирају од глине, иловаче, воска.  Деца треба да се вежбају у набирању, опшивању, бојењу. Исто тако треба да раде у башти, да гаје биљке и животиње и да се са њима упознају. Тако ће заволети природу, а уједно ће се у њима јавити естетско и социјално осећање. Идеју о радном васпитању,која ће дете заинтересовати за активност, Фребел је нашао код утопистичког социјалисте Фуријеа.
Фребел је спознао велику важност дјечје активности при учењу. Активности у том првом дјечјем вртићу су између осталог садржале пјевање, играње, баштованство и играње са „Фребеловим поклонима“.

##### Васпитачи-мајка
Фребел је много очекивао од мајчиног васпитања, које ставља на прво место и зато је покушао да и мајке образује педагошки. С обзиром на потребу стручног и систематског васпитања деце, а везано за мајке које немају довољно ни знања ни времена, Фребел препоручује специјалне васпитне установе – дечије вртиће, чији се назив одржао до данашњих дана. Био је свестан тога да забавиште не може да замени породицу.Васпитачице треба да помажу мајкама и породичном васпитању уопште. Дете је, по Фребелу, у предшколском узрасту још увек у стању унутрашње нерашчлањеностии иживљава се у целини у игри.
Његове идеје о дјечјем развоју и образовању су ушле у шире академске и краљевске кругове кроз неуморно заступање његове највеће поштоватељке, баронесе Берте Мари фон Маренхолц-Белов. Преко ње се Фребел упознао са Краљевском кућом Холандије, разним Тирингијским војводама и војвоткињама, укључујући војвоткињу из Захсен-Вајмара, из династије Романова.
Баронеса Берте Мари, војвода од Мајнингена и Фребел су скупили донације за умјетничко образовање дјеце у част стогодишњице од рођења Гетеа. Војвода од Мајнингена је Фребелу пружио своју ловачку колибу „Маријентал“ у одмаралишту Бад Либенштајн, да би ту могао да оспособљава нове васпитачице за свој вртић. На том истом мјесту је, у последњој соби са лијеве стране на другом спрату, Фребел 1852. године преминуо. Његови тадашњи пазитељи су објаснили да је преминуо у таквом миру да су то они око њега једва спознали.

### О настави
Ако је задатак предшколског васпитања у првом реду да развије код детета чула и да га упозна са природом, да развије говор и активност, онда је задатак наставе у томе да дете приближи  суштини појва спољашњег и унутрашњег света и њиховим односима. Код детета треба да се формирају следећи предмети: религија,природопис,математика, језик. Религија је на првом месту, то је наука о Богу, природопис је наука о природи, математика допуњаца природопис, а језикословље је наука о човеку. Требало је да деца кроз наставу развијају осећаје и моторне активности, да упознају околину, развијају говор, стваралачке способности, навикавање на дисциплину,рад...

### Значај Фребела
Фребел је први развио систем предшколског васпитања и у вези са тим је дао пуно корисних и употребљивих подстицаја. Осветлио је важност игре и рада у предшколском узрасту, као и важност припремног периода за школско доба. Као позитивно треба Фребелу урачунати и учење о дечијем развоју и учење о значају дечије активности и стваралаштва. Није безначајно ни његово  настојање у погледу метода рада у забавиштима, брига за одговарајући дидактички материјал,играчке. Указао је, такође, на важност педагошког образовања особља коме је поверено предшколско васпитање и о њима се он лично старао. Уз све то,важне су његове мисли о незамењивости породичног васпитања у предшколском узрасту. Његова идеја о предшколском васпитању се веома проширила и забавишта су већином отварана по његовом угледу у читавом свету (Француска,Америка,Русија,Италија). Његова педагошка мисао је била подређена његовој идеалистичко-метафизичкој симболици и интерпретацији. Строго прописује ред „дарова“, игара, запослења и да деца отпевају по неку песму уз одређени посао. Целокупну дечију предшколску активност повезује са метафизичком симболиком и схвата је сувише формалистички,строго систематски. Зато је неопходно рећи да он дете у његовом развоју кочи, јер се често удаљава  од стварних потреба дечијег живота. Све су то слабости његовог система које нису могле постати позитивна педагошка традиција.  Његова разрада питања игара у теорији и пракси, захтев да се наставни планови и програми заснивају на специфичностима и интересовањима детета квалификују га међу најзаслуженијим мислиоцима свога времена.